# 400 (liczba)
400 (czterysta) – liczba naturalna następująca po 399 i poprzedzająca 401.

## W matematyce
- 400 jest liczbą Harshada[1]
- 400 jest liczbą Ulama[2]
- 400 jest liczbą praktyczną[3]
- 400 jest liczbą kwadratową (202)[4]
- 400 = 70 + 71+ 72 + 73
- 400jest palindromem liczbowym, czyli może być czytana w obu kierunkach, w pozycyjnym systemie liczbowym o bazie 3 (112211), bazie 7 (1111) oraz bazie 9 (484)
- 400 należy do dziewiętnastu trójek pitagorejskich (90, 400, 410), (112, 384, 400), (195, 400, 445), (240, 320, 400), (300, 400, 500), (400, 420, 580), (400, 561, 689), (400, 750, 850), (400, 960, 1040), (400, 1218, 1282), (400, 1575, 1625), (400, 1980, 2020), (400, 2484, 2516), (400, 3990, 4010), (400, 4992, 5008), (400, 7995, 8005), (400, 9996, 10004), (400, 19998, 20002), (400, 39999, 40001).

## W nauce
- galaktyka NGC 400
- planetoida (400) Ducrosa

## W kalendarzu
Zobacz też co wydarzyło się w roku 400, oraz w roku 400 p.n.e.